# 国際協力研究科
国際協力研究科は、国際協力を専攻とする大学院研究科である。

## 概要
主に途上国における開発援助・公共政策に関する社会科学の教育・研究を行う。

## 国際協力研究科の一覧
- 神戸大学大学院国際協力研究科
- 広島大学大学院国際協力研究科
- 杏林大学大学院国際協力研究科
- 東洋英和女学院大学大学院国際協力研究科
- 吉備国際大学大学院通信制 国際協力研究科

## 各大学の国際協力研究科

### 神戸大学大学院国際協力研究科
独立研究科
1992年設置
- 国際開発政策専攻
- 国際協力政策専攻
- 地域協力政策専攻

### 広島大学大学院国際協力研究科
独立研究科
1994年設置
- 開発科学専攻
- 教育文化専攻

## 類似の研究科・専攻を持つ大学院

### 国公立
- 東京大学大学院新領域創成科学研究科国際協力学専攻
- 京都大学大学院アジア・アフリカ地域研究研究科
- 東京外国語大学大学院総合国際学研究科
- 東京大学大学院医学系研究科国際保健学専攻
- 東京大学大学院総合文化研究科「人間の安全保障」プログラム
- 東京農工大学大学院農学府国際環境農学専攻
- 筑波大学大学院スポーツ国際開発学共同専攻
- 鹿屋体育大学大学院スポーツ国際開発学共同専攻
- 名古屋大学大学院国際開発研究科
- 政策研究大学院大学政策研究科
- 長崎大学大学院国際健康開発研究科
- 防衛大学校研究科総合安全保障研究科

### 私立
- 早稲田大学大学院アジア太平洋研究科
- 上智大学大学院グローバル・スタディーズ研究科
- 国際基督教大学（ICU）行政学研究科
- 国際大学大学院国際関係学研究科
- 文教大学大学院国際協力学研究科
- 拓殖大学大学院国際協力学研究科

## 公式サイト
- 神戸大学大学院国際協力研究科
- 広島大学大学院国際協力研究科